# 對倒
《對倒》（法語：Tête-bêche）是一部2018年香港獨立電影，由伍立德導演，甄思羽、伍詠詩、袁富華、鄭瑩瑩、何卓瑩主演，多位傳媒人及記者包括謝志峰、黃大鈞、黃守東、麥振江（前警訊主持）、張惠萍、文橋康等友情演出。

## 故事簡介
一位作為資深記者的父親孫世凱（袁富華飾演），一個當警察的兒子孫耀偉（甄思羽飾演），再加上一個有參與示威抗爭的女兒孫慧語（伍詠詩飾演），三個人面對家庭、香港社會撕裂，漸漸發覺已經身不由己。

## 演員
| 演員   | 角色                |
| ------ | ------------------- |
| 袁富華 | 孫世凱              |
| 甄思羽 | 孫耀偉              |
| 伍詠詩 | 孫慧語              |
| 鄭瑩瑩 | 大學講師莎          |
| 何卓瑩 | 嘉儀（孫耀偉女友）  |
| 黃守東 | 社長葉家寶          |
| 謝志峰 | 記者東哥            |
| 張惠萍 | Yvonne（記者/警員） |
| 梁雍婷 | Cherry              |
| 麥詠楠 | Sally               |
| 黃大鈞 | 何教授              |
| 文橋康 | 學生領袖            |
| 區軒瑋 | 高教授              |
| 麥振江 | 總警司              |

## 音樂
- 主題音樂：《雨傘後》（作曲：黃家駒）

## 獎項
| 影展活動                       | 獎項               | 名單               |
| ------------------------------ | ------------------ | ------------------ |
| 2019年第四十一屆金穗獎影展     | 特別選映           | 香港影響力         |
| 2019年第二屆香港影藝國際電影節 | 最佳男主角（長片） | 袁富華（飾孫世凱） |
| 2018年加州獨立電影網上評審     | 優秀演出女主角     | 伍詠詩（飾孫慧語） |

## 軼事
- 此電影在2018年1月28日於香港獨立電影節首次試映。[1]
- 此電影是袁富華在《樹大招風》，《拆彈專家》後另一出色表演之作。[來源請求]
- 此電影是伍詠詩首套演出長片。[來源請求]
- 此電影是梁雍婷第二套上映的長片，第一套是與鄧麗欣合演的《藍天白雲》。[來源請求]
- 此電影是前亞視記者謝志峰、張惠萍及文橋康首次合作拍攝劇情片。[來源請求]
- 雖然甄思羽與何卓瑩曾多年來共事亞洲電視，但二人是首次合作拍攝劇情片。[來源請求]
- 何卓瑩與鄭瑩瑩二人於TVB合作認識，並成為好友，但亦是首次在同一套劇情片出現。[來源請求]
- 麥振江在片中飾演總警司，他本人為電視台時事組編導（已退休），曾任警訊主持，是任期最長的一位（1979年至1994年），因而以往有觀眾以為他是警務人員。[2] 麥振江曾入讀無綫電視藝員訓練班，現時是藝進同學會核心成員，女兒為無綫新聞高級新聞主播麥詩敏。
- 電影裡張惠萍飾演的角色由記者變成警察執行鎮壓任務，導演在映後分享會指是他和編劇參考了一個梁姓督察前記者，一次在中聯辦外被指推打示威者的情況(被打者傳為該督察做記者時代的訪問者)。導演表示當時他在現場採訪，見到昔日被視為有潛質為民請命的記者，轉眼成為推打請願者的警察小隊指揮官，心裡十分難受，是他採訪生涯「無法釋懷」的事。由於電影2018年在藝術中心優先公映，當時警訊的警察主持為前電視台記者梁皓妤，故曾有觀眾一度懷疑該梁姓前記者就是梁皓妤，但已為導演在分享會時否認。而梁皓妤在職時是警員，並非督察級。[來源請求]

## 評價
- 著名電影人林紀陶在網台節目《電影誘讀》介紹《對倒》時表示：「《對倒》戲劇性強，演員演出用心。」[3]
- 香港大學學生會前會長馮敬恩認為：「 電影《對倒》，內容寫實，其實幾描繪到這一代人的心情。」[4]
- 工聯會立法會前議員陳婉嫻:「該片題材很有趣，因不同政見的人士共存在同一家庭非常常見，中國歷史上尤其文化大革命時，都有同樣情況。」
- 社民連主席吳文遠：「電影能反映時下很多家庭，都各持不同立場，認為現時是很好的時刻，去檢討雨傘運動帶給社會的影響。」[5]
- 《本土新聞》曾焯文看後覺得《對倒》「劇力萬鈞」，「道出香港民怨沸騰的部份原因。」。[6]
- 《立場新聞》 blogger 余震宇認為：「導演繼承《對倒》原著（劉以鬯短篇小說）的精神，設定一男一女，一藍一黃的角色，卻不停留在前人的框架，……故事沒有終結，重點還是反映社會面貌，以及人在社會的沉重無力感覺。」[7]

## 外部連結
- 互联网电影数据库（IMDb）上《對倒》的资料（英文）